# Côte cervicale
Une côte cervicale chez l'homme est une côte supplémentaire qui provient de la septième vertèbre cervicale. Leur présence est une anomalie congénitale située au-dessus de la première côte normale. On estime qu'une côte cervicale survient chez 0,2 % à 0,5 % (1 sur 200 à 500) de la population. Les personnes peuvent avoir une côte cervicale à droite, à gauche ou des deux côtés.
La plupart des cas de côtes cervicales ne sont pas cliniquement pertinents et ne présentent aucun symptôme ; les côtes cervicales sont généralement découvertes fortuitement, le plus souvent lors de radiographies et de tomodensitogrammes,,. Cependant, ils varient considérablement en taille et en forme, et dans de rares cas, ils peuvent causer des problèmes tels que contribuer au syndrome du défilé thoracique, en raison de la pression sur les nerfs qui peut être causée par la présence de la côte,.
Une côte cervicale représente une ossification persistante de l'élément costal latéral C7. Au début du développement, cet élément costal ossifié est généralement réabsorbé. L'échec de ce processus se traduit par un processus transversal à allongement variable ou une côte complète qui peut être fusionnée en avant avec la première côte T1 ci-dessous.

## Diagnostic

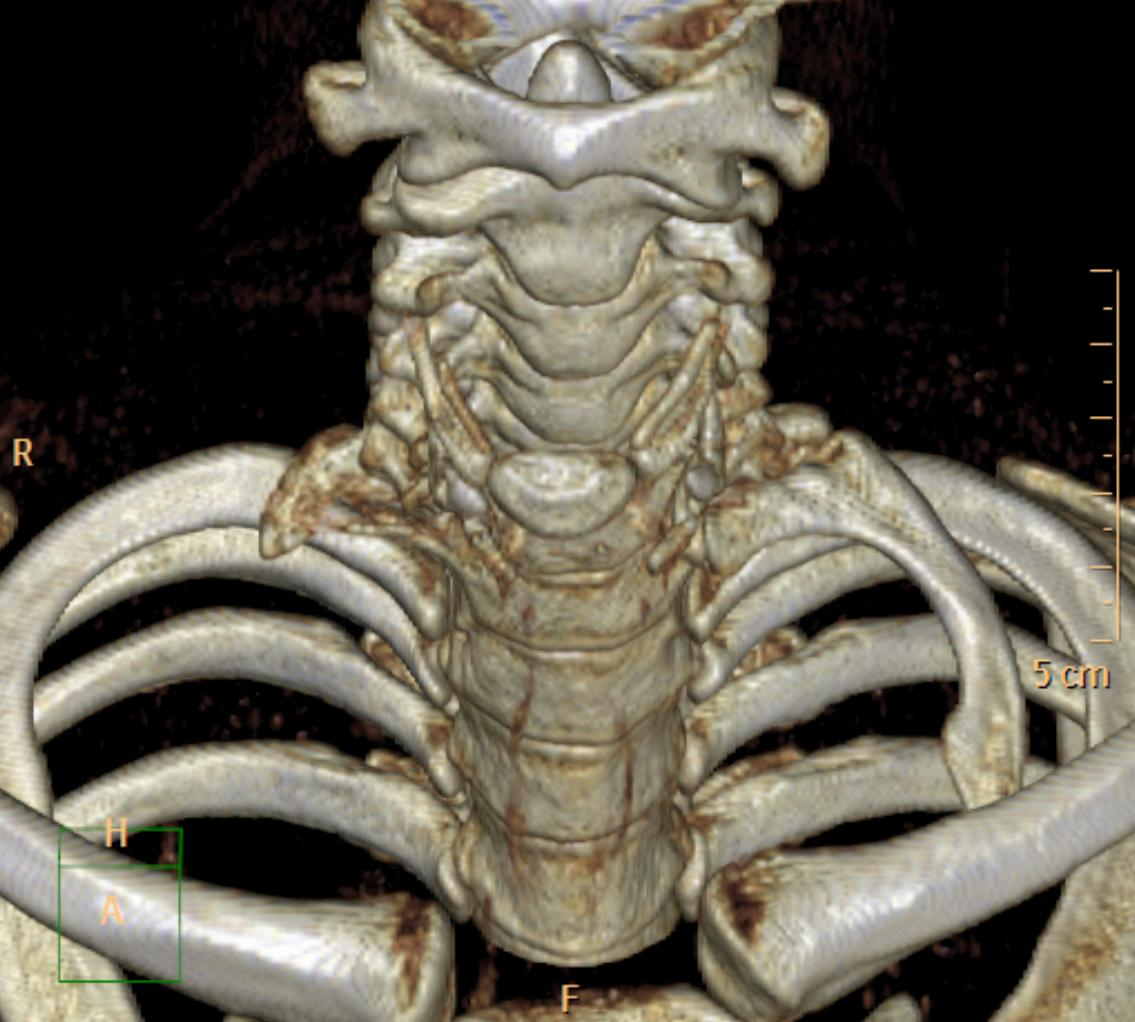
Reconstruction CT 3D d'une côte cervicale.

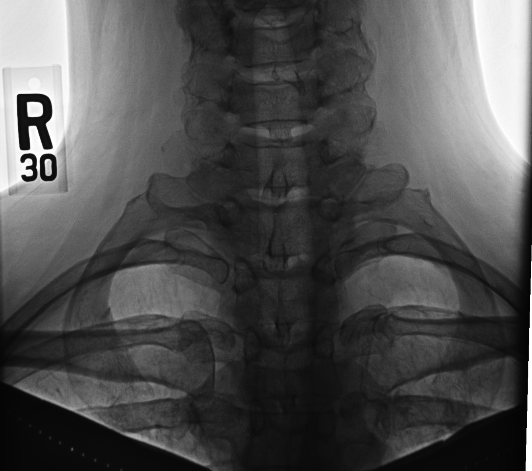
Côtes cervicales bilatérales, symétriques, pleines et ossifiées.

À l'imagerie, les côtes cervicales peuvent être distinguées car leurs apophyses transverses sont dirigées inférolatéralement, alors que celles du rachis thoracique adjacent sont dirigées antérolatéralement.

## Conditions associées
La présence d'une côte cervicale peut entraîner une forme de syndrome du défilé thoracique par compression du tronc inférieur du plexus brachial ou de l'artère sous-clavière. Ces structures sont envahies par les muscles costaux cervicaux et scalènes.
La compression du plexus brachial peut être identifiée par une faiblesse des muscles de la main, près de la base du pouce. La compression de l'artère sous-clavière est souvent diagnostiquée en trouvant un signe d'Adson positif à l'examen, où le pouls radial dans le bras est perdu lors de l'abduction et de la rotation externe de l'épaule. Un signe d'Adson positif n'est cependant pas spécifique à la présence d'une côte cervicale, car de nombreuses personnes sans côte cervicale auront un test positif. La compression de la chaîne sympathique peut provoquer le syndrome de Horner.

## Autres animaux
De nombreux vertébrés, en particulier les reptiles, ont des côtes cervicales comme une partie normale de leur anatomie plutôt qu'un état pathologique. Certains sauropodes ont des côtes cervicales exceptionnellement longues ; ceux de Mamenchisaurus hochuanensis mesurant près de 4 mètres de long.
Chez les oiseaux, les côtes cervicales sont petites et complètement soudées aux vertèbres.
Chez les mammifères, les parties ventrales des apophyses transverses des vertèbres cervicales sont les côtes cervicales fusionnées.
Des études récentes ont également trouvé un pourcentage élevé de côtes cervicales chez les mammouths laineux. On pense que la baisse du nombre de mammouths a peut-être forcé la consanguinité au sein de l'espèce, ce qui a à son tour augmenté le nombre de mammouths nés avec des côtes cervicales. Les côtes cervicales ont été associées à la leucémie chez les enfants humains, ce qui a donné aux scientifiques de nouvelles preuves pour croire que l'extinction du mammouth a été attribuée à la maladie.